# Flugplatz Meschede-Schüren

i7
i11
i13

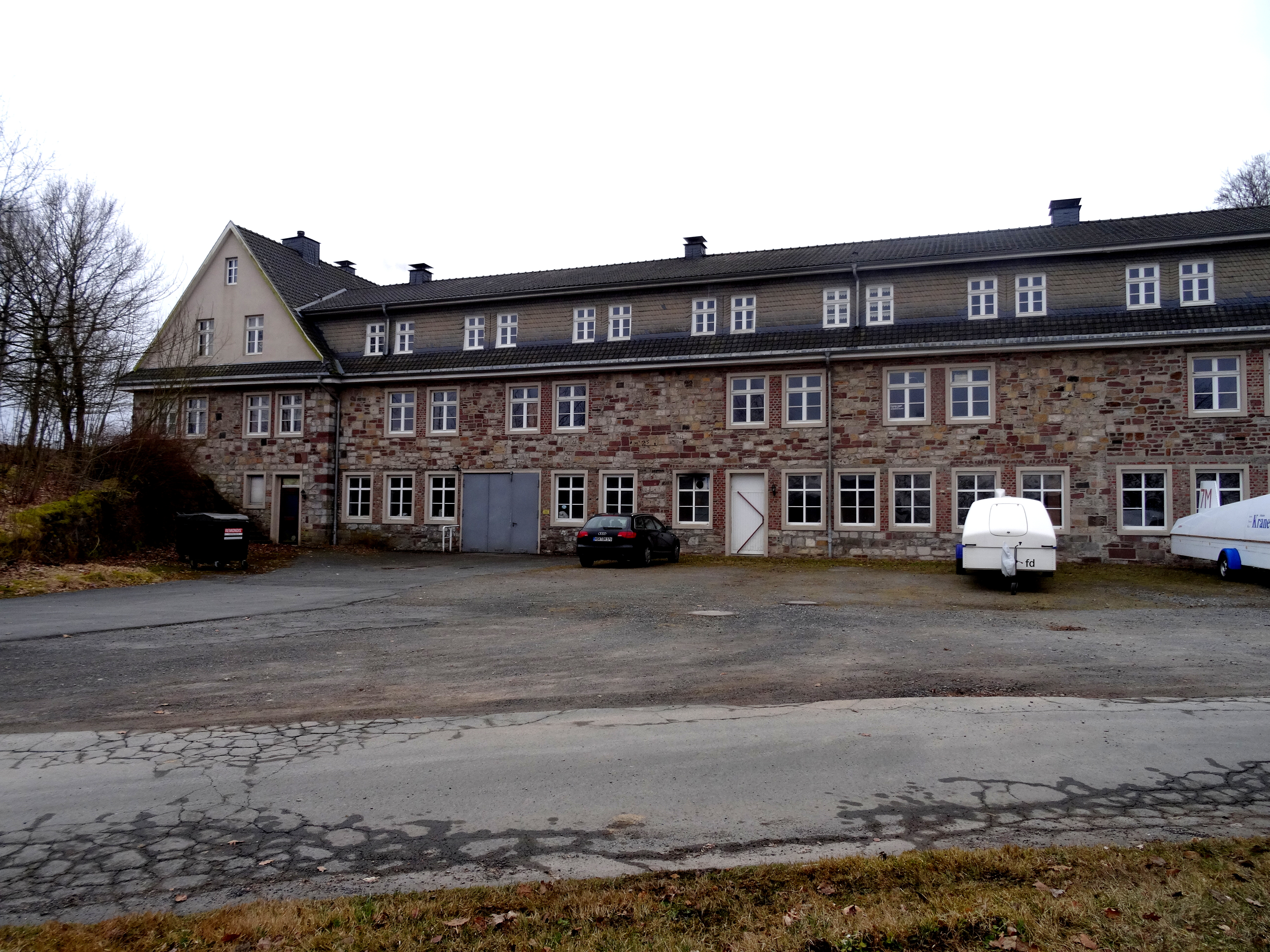
Alte Segelfliegerschule

Der Flugplatz Meschede-Schüren (ICAO-Code: EDKM) ist ein Verkehrslandeplatz im Ortsteil Schüren der Stadt Meschede in Nordrhein-Westfalen.

## Lage
Der Flugplatz liegt oberhalb des Hennesees auf einer Höhe von 438 m ü. NN.

## Flugbetrieb
Der Flugplatz ist zugelassen für Motorflugzeuge bis 5700 kg höchstzulässiger Flugmasse, Hubschrauber bis 7000 kg höchstzulässiger Flugmasse, Motorsegler, Segelflugzeuge im Windenstart und Flugzeugschlepp, Ultraleichtflugzeuge und Freiballone.

## Geschichte
In den 1920er Jahren wurde erkannt, dass sich das Gelände bei Meschede für den Segelflug eignet. Am 22. Juli 1932 wurde der „Luftfahrtverein Sauerland“ gegründet, der bereits zu Pfingsten des Folgejahres 1933 einen Großflugtag veranstaltete. Im Jahre 1934 wurden dann Flugzeughalle, Verwaltungsgebäude und Unterkünfte errichtet. 1959 erhielt der Flugplatz die Genehmigung für Motorflugzeuge bis 2 Tonnen. Im Jahre 1963 wurde die Fluggesellschaft Meschede-Schüren mbH gegründet. Im Laufe der Jahre wurden Start- und Landebahnen erneuert und Befeuerungsanlagen errichtet. Das Flughafenrestaurant besitzt eine Sonnenterrasse und bietet Räume für Tagungen, Betriebsausflüge und Familienfeiern. 1999 drehte Detlev Buck hier große Teile seines Films LiebesLuder, der ein Jahr später seine Premiere feierte.
Die alte Segelfliegerschule aus den 1930er Jahren war im August 2006 Denkmal des Monats in Westfalen-Lippe.
Betreiber des Flugplatzes ist die Flugplatzgesellschaft Meschede mbH.
Im Juni 2018 gründete sich der Historische Flugsportverein Sauerland, der es sich zur Aufgabe gemacht hat die Geschichte des Flugplatzes Meschede-Schüren zu sammeln und zu dokumentieren.

## Sportereignisse
Im September findet auf dem Flugplatz Meschede-Schüren alljährlich der Doppelsitzerwettbewerb „Dosi-Sauerland“ im Segelkunstflug statt.
Außerdem ist der Flugplatz zwei Mal im Jahr Austragungsort für hochkarätige Automobil Slalom Veranstaltungen, die von der Veranstaltergemeinschaft MSC Oberruhr e. V. im ADAC/AMC Velmede e. V. im DMV durchgeführt werden.

## Unfälle
Im Luftraum Meschede kam es bereits mehrfach zu schwerwiegenden Flugunfällen:
- 7/1999: LFZ Reims Avion F150M überschlug sich bei einem Fehlstart[3]